# سال خون
سال خون (The Year of Blood) سومین آلبوم رسمی و استودیویی شاهین نجفی است که در ۳۰ آبان ۱۳۸۹ ارائه شد.

## اطلاعات آلبوم
شاهین نجفی زمان انتشار این آلبوم را در ۳۰ آبان ۱۳۸۹ (مقارن با ۲۱ نوامبر ۲۰۱۰) اعلام نمود که زادروز ولتر است و شاهین نجفی نیز در مورد آلبوم جمله «شما ممکن است بتوانید گلی را زیر پا لگدمال کنید، اما محال است بتوانید عطر آنرا از فضا محو سازید» از ولتر را نقل کرد.. این آلبوم حاوی ۱۱ آهنگ می‌باشد و هنرمندان جدیدی نیز با شاهین نجفی همکاری نموده‌اند. موضوعات و مضامین مطرح شده در اشعار این ترانه‌ها همانند گذشته اعتراضی (سیاسی و اجتماعی) می‌باشد که از جمله آنها می‌تواند به موضوعاتی همانند حوادث پس از انتخابات، همجنس‌گرایی، نقض حقوق الکترونیکی، اعدام، دیدگاه سطحی به موسیقی و غیره اشاره نمود.
قطعه «هک» در واکنش به هک وب سایت خود بود.
- آهنگسازان: شاهین نجفی (۸ ترانه)، بابک خزایی (۲ ترانه)، امیر عظیمی (۱ ترانه)
- تنظیم‌کنندگان: بابک خزایی (۱۰ ترانه)، امیر عظیمی (۱ ترانه)
- ترانه‌سرایان: شاهین نجفی (۱۱ ترانه)، نوید زردی (۲ ترانه)، میلاد مفرد (۱ ترانه)
- نوازندگان پیانو: بابک خزایی، مجید کاظمی
- نوازندگان گیتار: شاهین نجفی، بابک خزایی، مجید کاظمی
- نوازنده سه تار: بابک خزایی
- ضبط، میکس و مسترینگ: مجید کاظمی

## تک‌آهنگ‌های آلبوم
شاهین نجفی چند ماه پیش از انتشار این آلبوم، دو اثر از این آلبوم را به عنوان تک آهنگ منتشر نمود. تک‌آهنگ اول با عنوان «برادر بر دار» در تاریخ ۲۴ خرداد ۱۳۸۹ در اینترنت پخش شد که این ترانه از طرف شاهین نجفی به فرزاد کمانگر و خانواده او تقدیم شد و حاوی اعتراض به اعدام وی بود. تک‌آهنگ دومی تحت عنوان «وای کشته ما رو» نیز از این آلبوم در تاریخ ۲۱ تیر ۱۳۸۹ توسط شاهین نجفی منتشر گشت که در بر دارنده اعتراص به مولفین و شنوندگان موسیقی سطحی و مدعیان روشنفکری می‌باشد.

## درآمد حاصل از فروش
وی مدعی است که درآمد حاصل از آلبوم را به پناهندگان ایرانی اختصاص داده است.

## ترانه‌های آلبوم
| نام ترانه       | خوانندگان                                | ترانه سرایان           | آهنگ ساز                |
| --------------- | ---------------------------------------- | ---------------------- | ----------------------- |
| «دارم چرت میگم» | شاهین نجفی                               | شاهین نجفی             | شاهین نجفی              |
| «جون فدا»       | شاهین نجفی، نوید زردی، پانیس             | شاهین نجفی، نوید زردی  | شاهین نجفی              |
| «هک»            | شاهین نجفی                               | شاهین نجفی             | شاهین نجفی              |
| «پارتی سیاسی»   | شاهین نجفی، نوید زردی، پانیس، مجید کاظمی | شاهین نجفی، نوید زردی  | شاهین نجفی، بابک خزایی  |
| «مستراح»        | شاهین نجفی                               | شاهین نجفی             | شاهین نجفی              |
| «دکتر»          | شاهین نجفی، پانیس، مجید کاظمی            | شاهین نجفی             | شاهین نجفی              |
| «همجنس»         | شاهین نجفی، امیر عظیمی                   | شاهین نجفی             | شاهین نجفی              |
| «سال خون»       | شاهین نجفی                               | شاهین نجفی             | شاهین نجفی              |
| «وای کشته مارو» | شاهین نجفی                               | شاهین نجفی             | شاهین نجفی              |
| «برادر بر دار»  | شاهین نجفی، شاهو                         | شاهین نجفی             | شاهین نجفی، بابک خزایی  |
| «قسم»           | شاهین نجفی، امیر عظیمی، میلاد مفرد       | شاهین نجفی، میلاد مفرد | میلاد فرعون، امیر عظیمی |